# آرتور استوکهوف
آرتور استوکهوف (انگلیسی: Arthur Stockhoff; ۱۹ نوامبر ۱۸۷۹ – ۲۰ اکتبر ۱۹۳۴) قایقران روئینگ اهل ایالات متحده آمریکا بود.